# Executiva amb problemes
Executiva amb problemes (originalment en anglès, New in Town) és una comèdia romàntica protagonitzada per Renée Zellweger i Harry Connick Jr., i dirigida per Jonas Elmer. Es va estrenar el 30 de gener de 2009 als Estats Units. El 30 de juliol de 2019 es va estrenar el doblatge en català a TV3.

## Argument
Lucy Hill (Renée Zellweger) és una executiva ambiciosa amb molt futur que viu a Miami, i a més està encantada amb l'estil de vida a la bulliciosa ciutat. Adora les sabates, adora els cotxes i adora pujar càrrecs en l'escalafó corporatiu. Quan d'un dia per un altre li ofereixen un lloc temporal lluny de la seva ciutat, en una petita població rural de Minnesota, per reestructurar una fàbrica, la Lucy l'accepta immediatament perquè sap que un gran ascens no és gaire llunyà. Però el que comença sent un treball senzill acaba sent una experiència que li canviarà la vida, ja que la Lucy trobarà més sentit a la seva existència i també, de forma imprevista, a l'home dels seus somnis (Harry Connick Jr.).

## Recepció crítica i comercial
La pel·lícula va rebre crítiques mediocres i va rebre un 18% segons la pàgina d'Internet Rotten Tomatoes, que va arribar a la conclusió següent: «Plena de clixés i amb poc encant, Executiva amb problemes és un exercici oportú del gènere que falla en dur la calor necessària a Minnesota».
Segons el portal Metacritic, va obtenir crítiques negatives, amb un 29% basat en 32 comentaris, quatre dels quals, positius.
A taquilla tampoc va obtenir bons resultats i va recaptar 17 milions de dòlars als Estats Units. Sumant les escasses recaptacions internacionals, la xifra puja a gairebé 28 milions. Es desconeix quin va ser el pressupost.